# 城峯山
城峯山（じょうみねさん）は、埼玉県秩父市、秩父郡皆野町と児玉郡神川町の境界にある山。標高1,037.7m。しばしば「城峰山」とも書かれるが、国土地理院発行の地形図では城峯山と表記されている。
山頂には一等三角点と電波塔があり、この電波塔の下部が展望台となっている。

## 平将門伝説
山頂下には藤原秀郷に追われた平将門がわずかな部下とともに隠れたと伝えられる「隠れ岩（窟）」がある。しかし、将門は桔梗（桔梗姫）に密告されて討ち取られたといい、そのため山にはキキョウの花が咲かないという伝承もある。

## ハイキングコース
山の東側、皆野町の西門平バス停から城峯山を経て、神川町の城峯公園まで首都圏自然歩道「関東ふれあいの道 将門伝説を探るみち」として整備されている。
また、山の南西側からのルートとして、城峯神社の表参道を通る一般向けの「表参道コース」や尾根道を通る山歩き経験者向けの「南尾根コース」がある。
なお、山頂に近い将門ゆかりの隠れ岩は岩場を鎖で登る鎖場になっている。

## ギャラリー

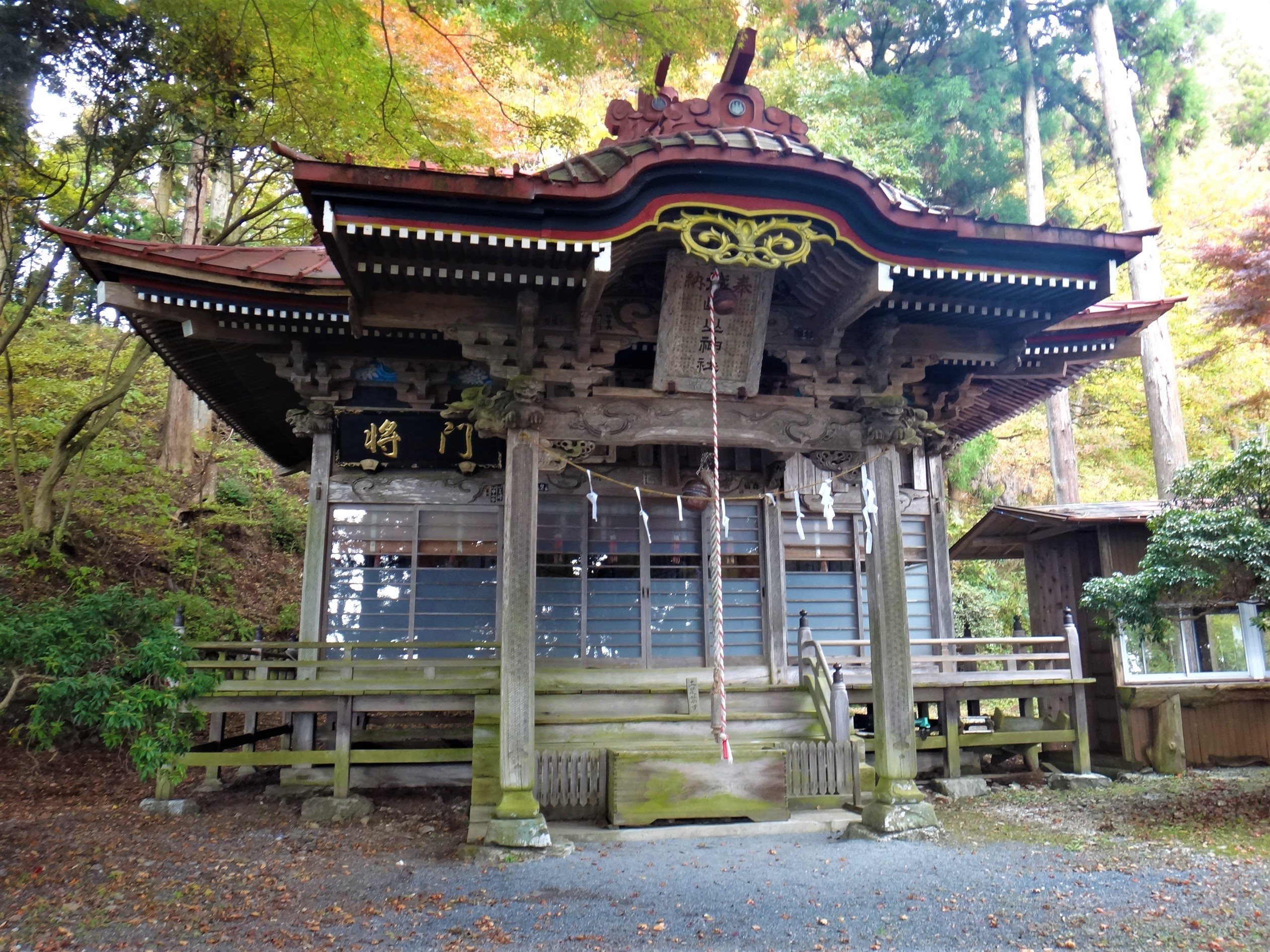
城峯神社
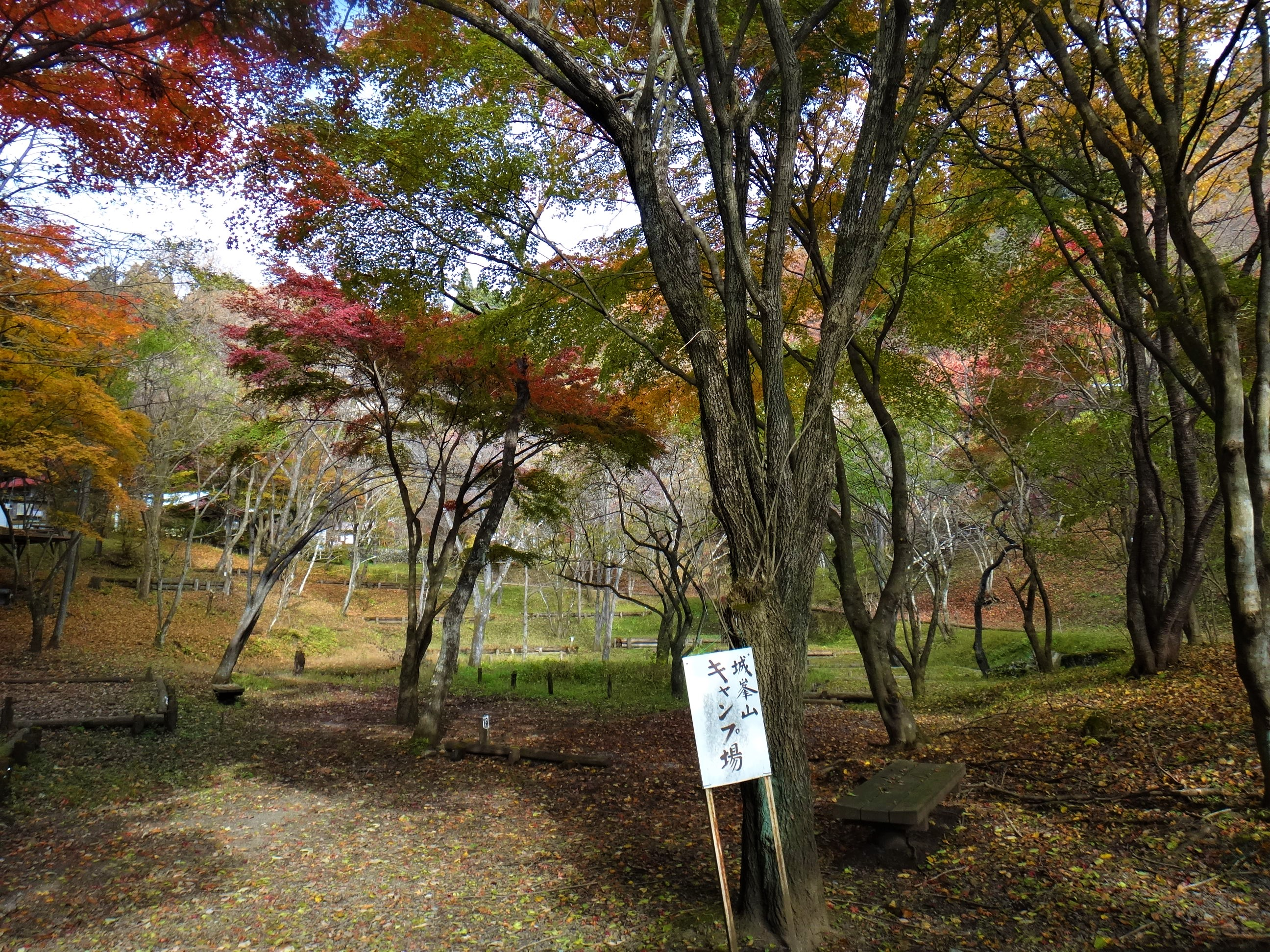
城峯山キャンプ場
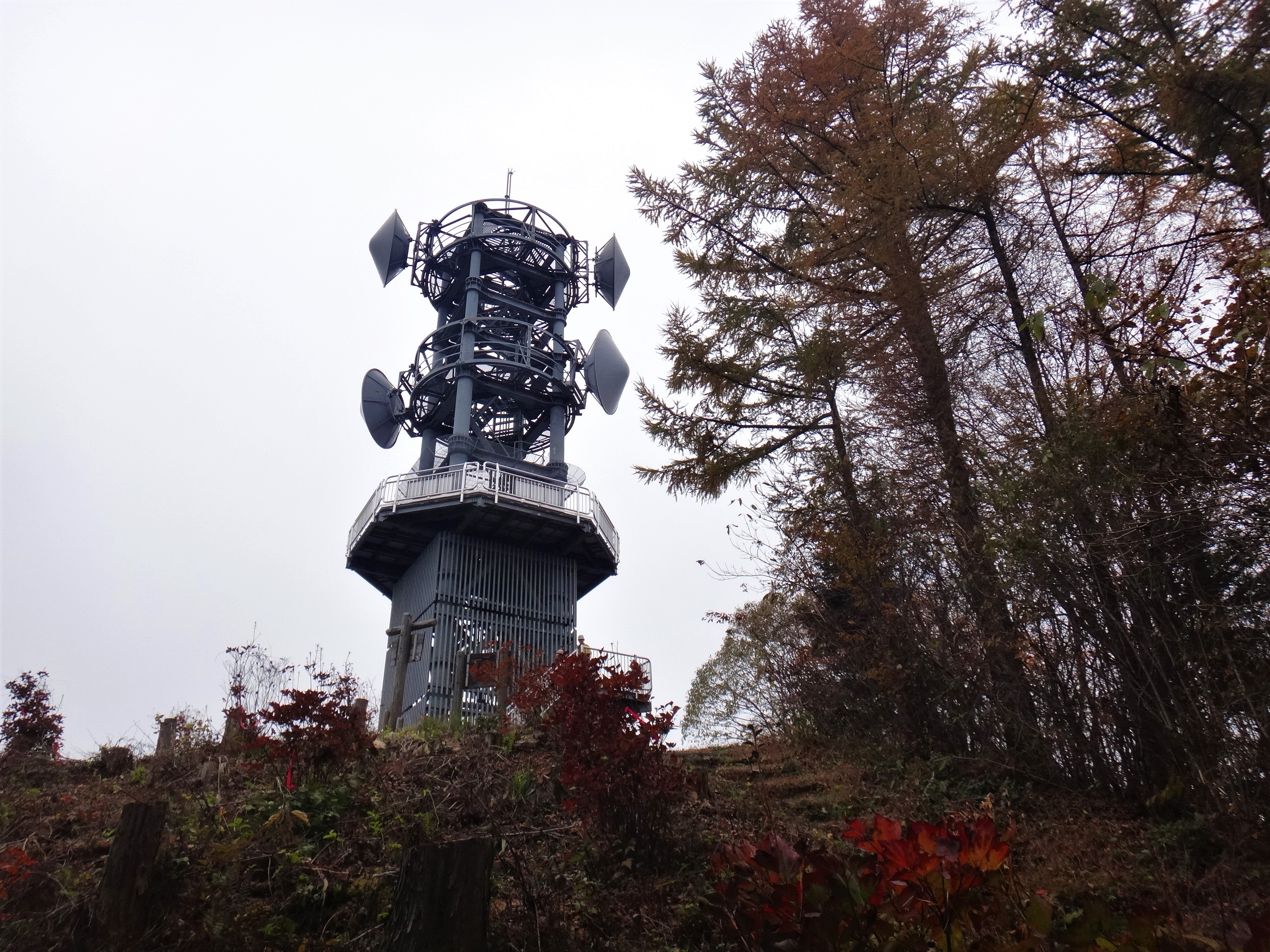
城峯山の電波塔（展望台）
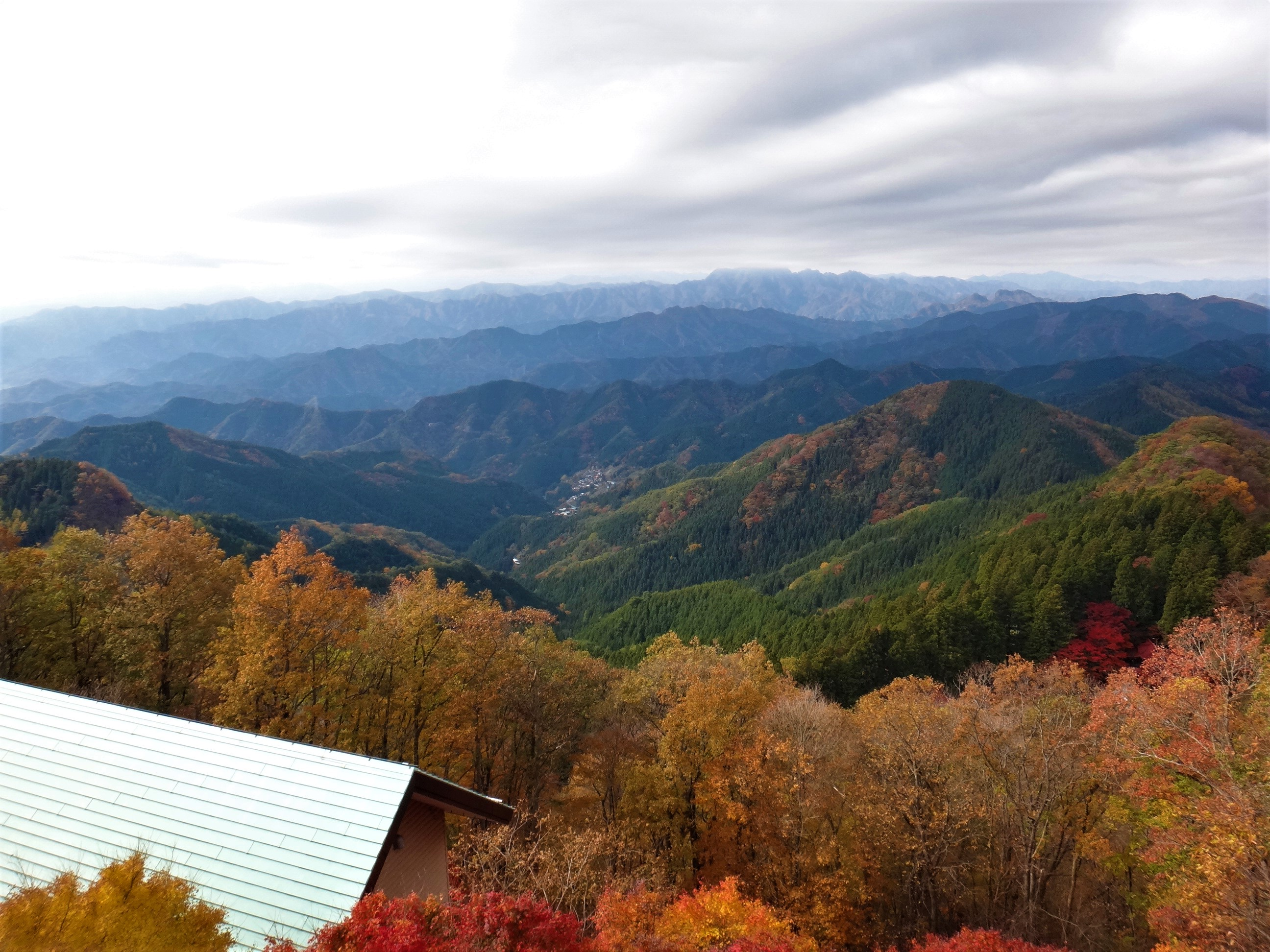
城峯山からの両神山
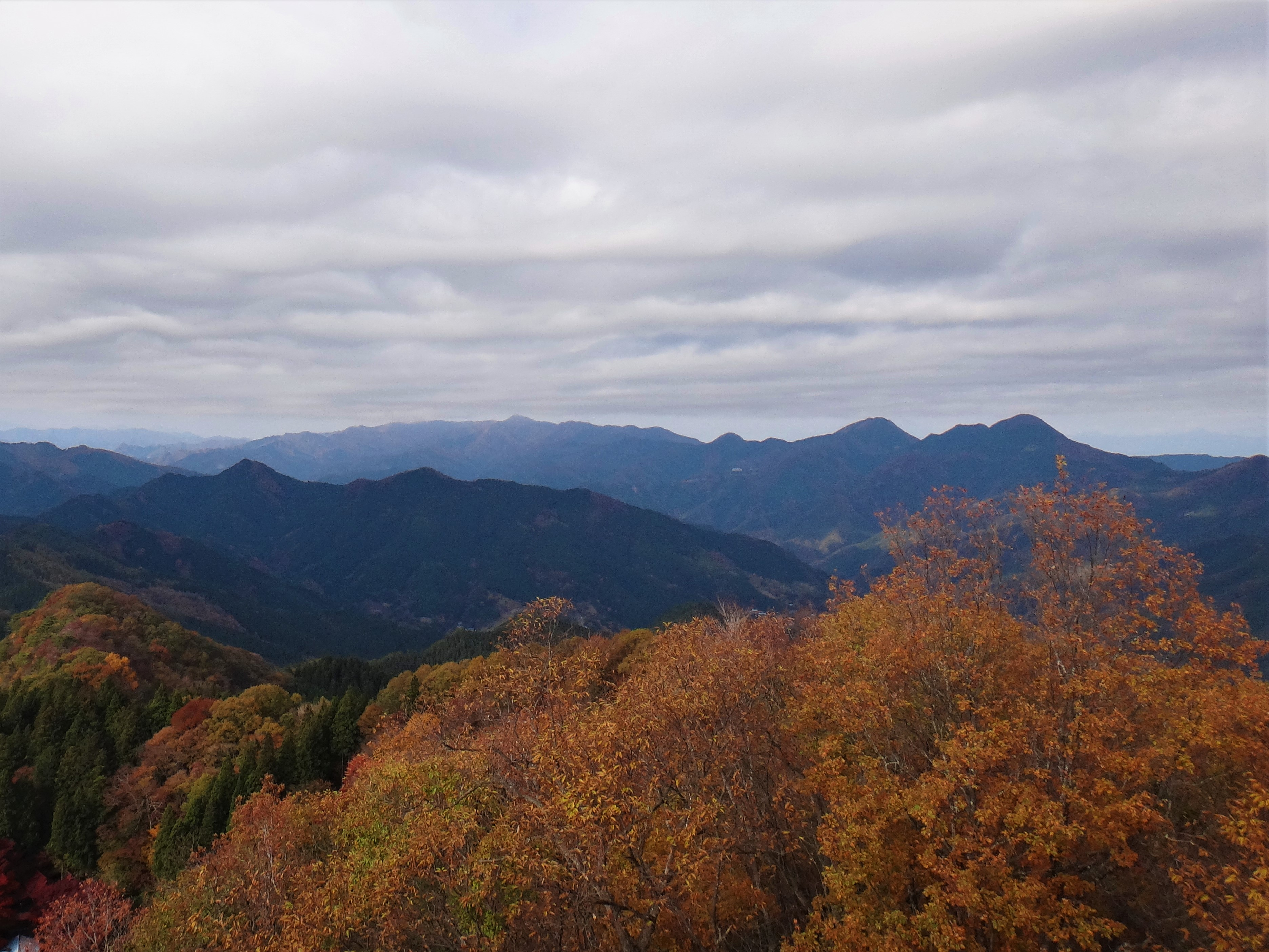
城峯山からの赤久縄山と御荷鉾山
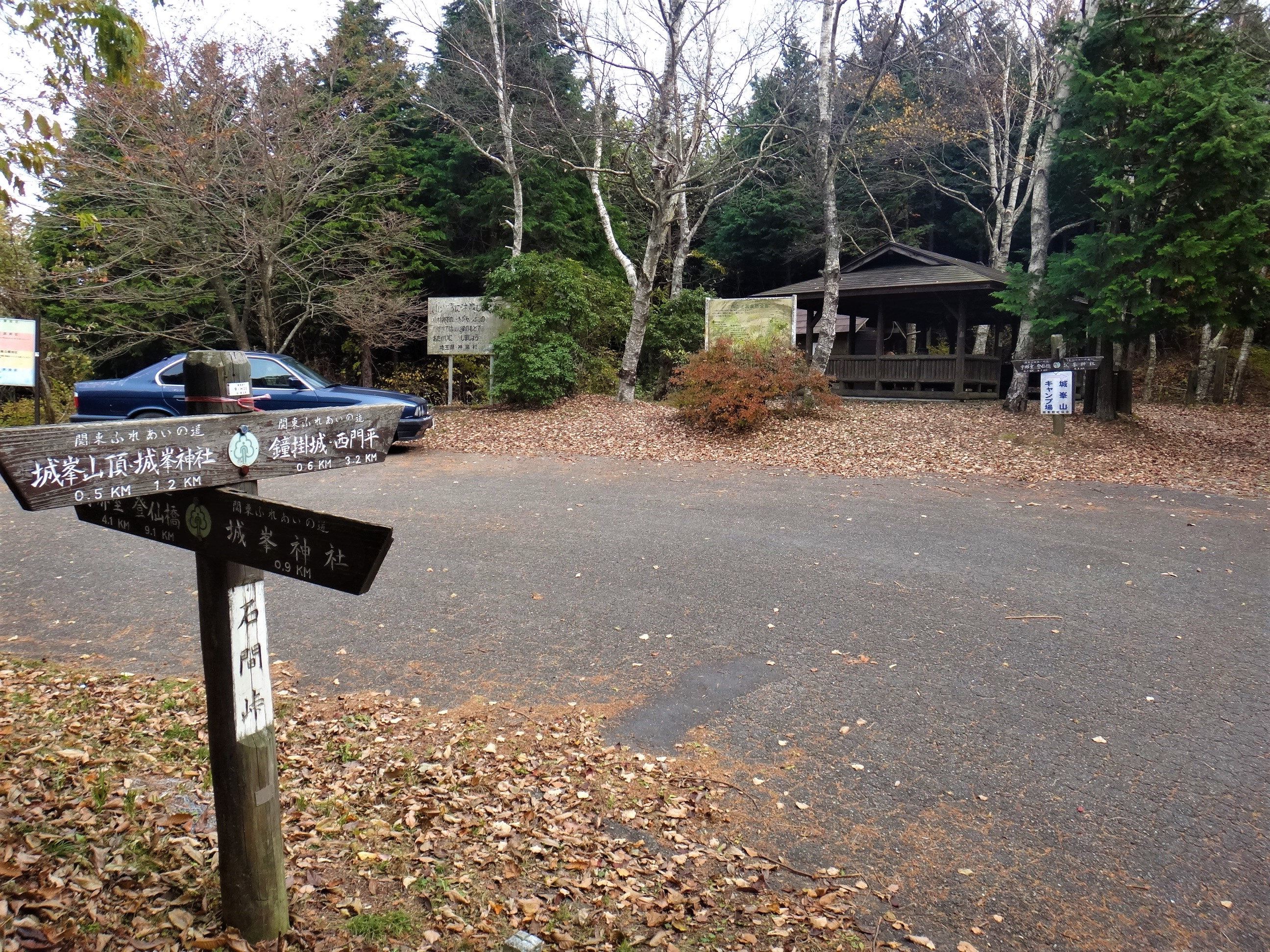
石間峠
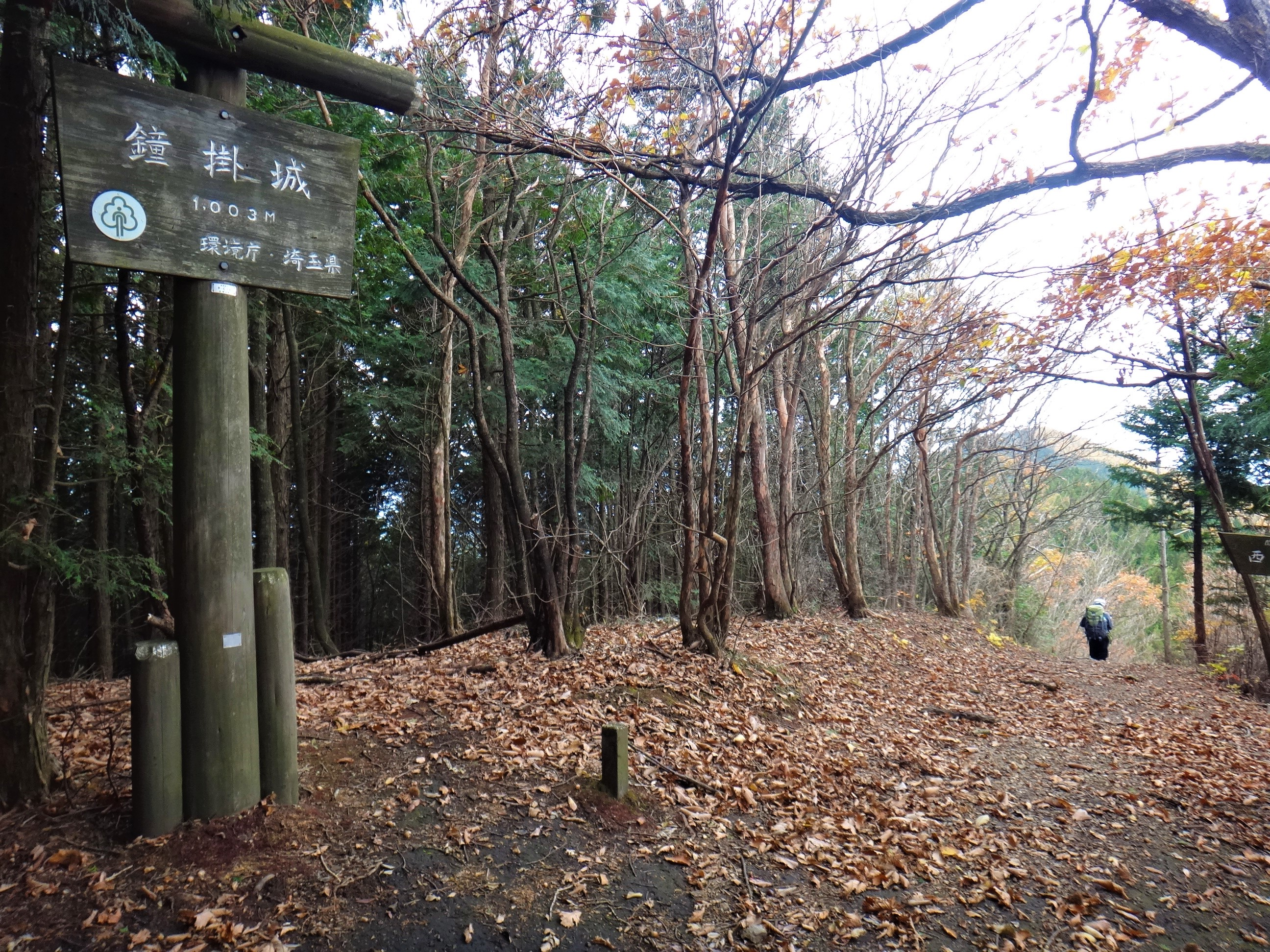
鐘掛城
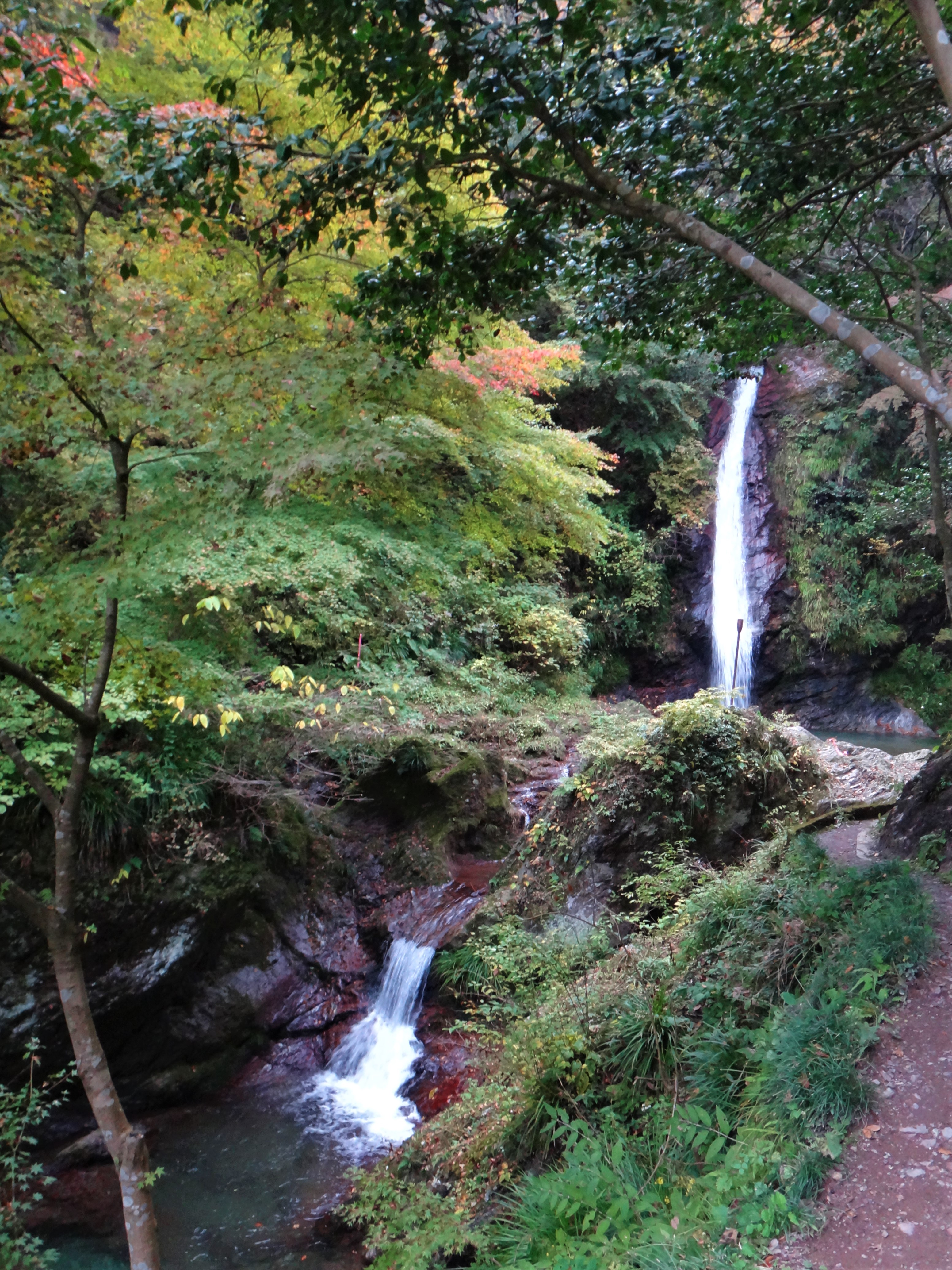
秩父華厳の滝